# 氯循环

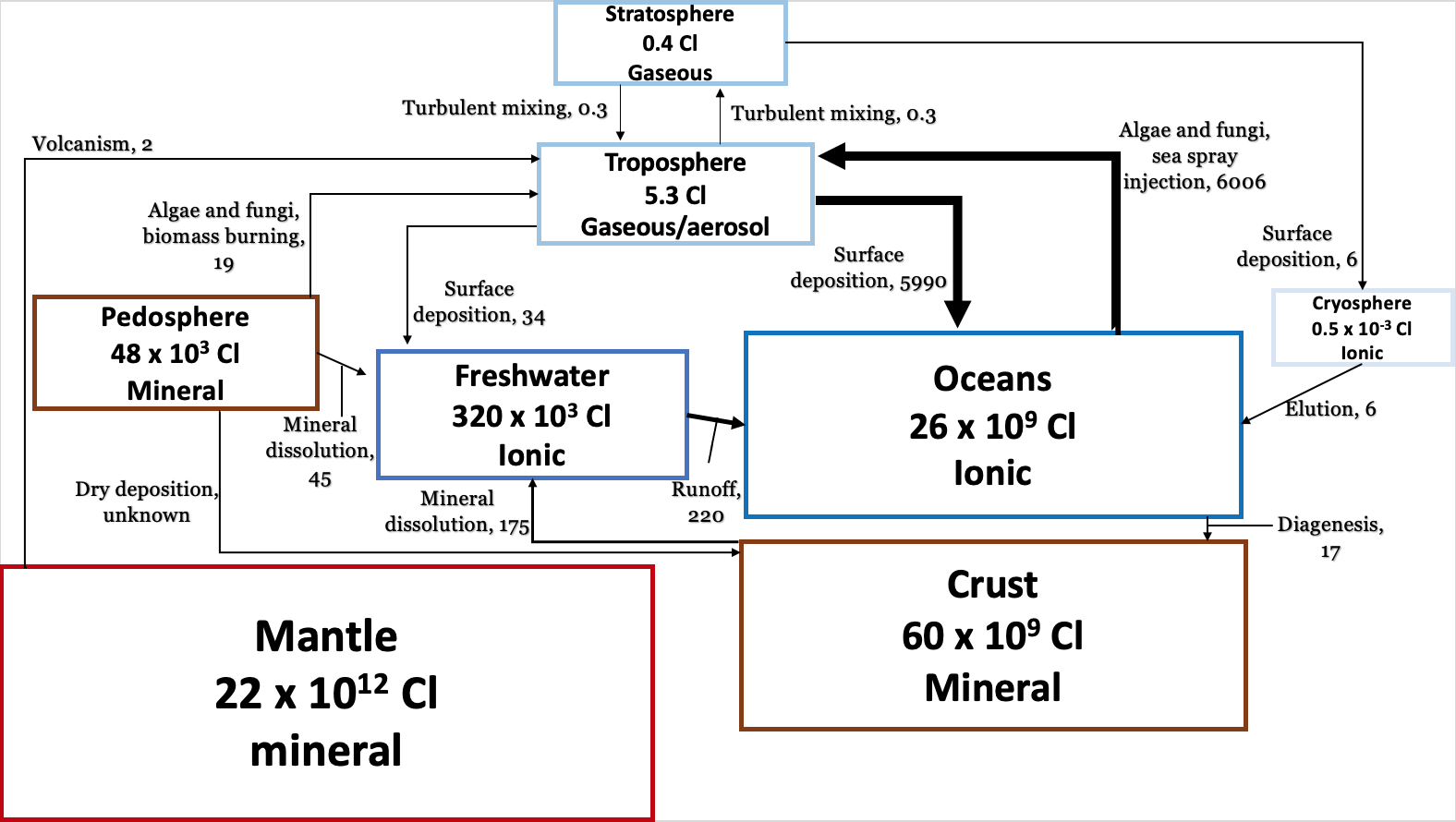
生物化學的氯循環：氯化物在大層、地幔、地殼、土壤圈、冰凍圈和海洋之間循環，主要是以氯化物或是有機氯化物的形式

氯循環是指氯原子在地球系統中的自然循環過程，涉及氯在不同環境中的轉移、轉化和交換。這個過程涵蓋了氯在大氣、水體、生物體和地殼之間的循環。自然界最常見的氯是無機的氯離子，或是一些氯化的有機化合物。目前已識別出超過五千種生物製造的含氯有機物質。
氯在大氣中的循環，以及人為產生的氯化合物，是造成氣候變遷以及臭氧層破洞的主要原因。氯在許多生物過程中都扮演重要的角色，其中也包括許多在人體內發生的過程。氯也是植物光合作用有關的酶所必須的輔酶。

## 對流層
氯化合物在大氣循環以及氣候上有重要的角色，其中包括氟氯碳化合物（CFC），也包括其他物質。主要讓氯進入對流層的來源是來自海鹽的氣溶膠噴霧。海會提供有機和無機的氯化物到對流層中。生質的燃燒是另一個從地表提供氯到對流層的來源，其中也是包括有機氯化物和無機氯化物。一般來說，有機氯化物很不容易反應，會從對流層轉移到平流層。對流層氯的主要流出是透過表面沈降回到水體中。

## 水圈
在地球的水圈中，海洋是氯最主要的來源。由於氯離子Cl−的高溶解度，水圈中的氯多半是以氯離子形式存在。氯循環中許多的氯會進入水圈，原因是氯離子在水中的可溶性。冰凍圈也因為降雨以及降雪會有一些的氯，不過大部份會再溶析出來，流到海中。

## 岩石圈
氯化合物主要來源是在岩石圈，在地球的地幔中約有2.2×1022 kg的氯。火山爆發會將大量的氯以氯化氫的形式散擴到對流層中，但陸地上主要的氯是來自地幔以及海洋。
地表的土壤系統中有許多生物產生的有機氯化物，其豐度和無機氯化物相當。在微生物及植物中發現有許多調節氯的基因，因此有許多的生物過程和氯有關，也會產生許多含氯的有機化合物，其中也有許多是非生物過程產生的。這些含氯物質可能會從土裡揮發或是被瀝濾出來，因此土壤也是大型提供氯的來源。許多厭氧原核生物有特殊的基因，可以揮發含氯的有機化合物。

## 生物體內的作用
氯離子可以溶於水的特點，使得氯離子成為許多生物過程中重要的電解質。氯是人體中質量排名第十名的元素。細胞會用氯來平衡酸鹼值，並且維持膨壓。氯離子的導電性是大腦中信號傳遞所必須的，也可以調節生物體內許多的入必要機能。

## 人造的含氯化合物
自從1980年代起，氟氯碳化合物（CFC）對南極洲上空臭氧层空洞的影響，已有許多科學家進行研究。氟氯碳化合物的低反應性使其可以流動到平流層上層，之後和UV-C輻射線作用，釋放高反應性的氯原子，和甲烷作用。這些高反應性的氯原子也會和其他揮發有機物質作用，形成其他會破壞臭氧层的酸類
氯-36是許多核设施會產生的放射同位素副產物，在土壤圈的半衰期是3.01×105 年，而且可能會被生物體食用，因此是許多研究者高者關注的同位素。36
Cl−
的高溶解度及低反應性，很適合用來研究氯循环，在大部份的研究中作為同位素的追蹤劑。